# Hans-Joachim Mund

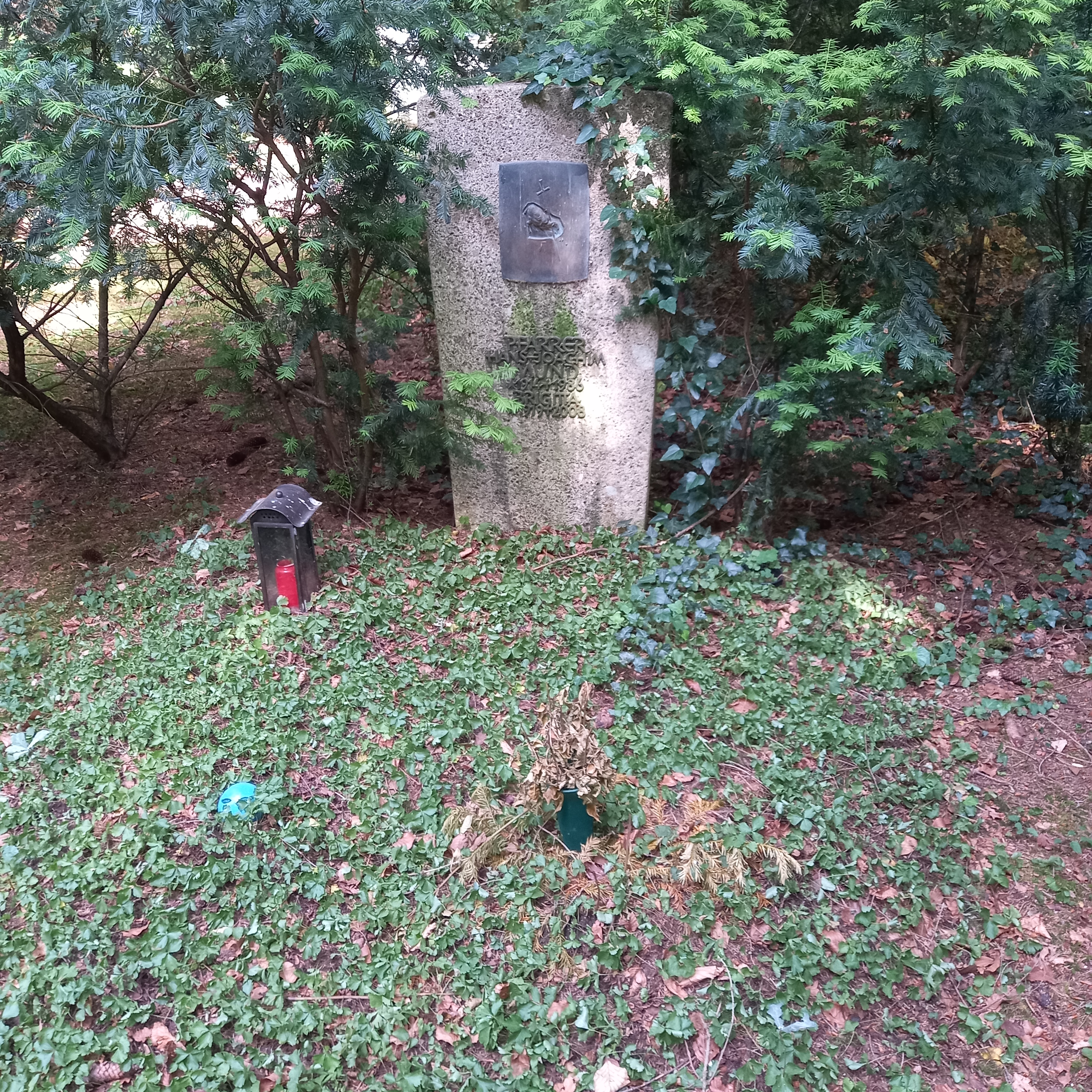
Das Grab von Hans-Joachim Mund und seiner Ehefrau Brigitta auf dem Waldfriedhof (München)

Hans-Joachim Mund (* 25. November 1914 in Brandenburg an der Havel; † 29. Oktober 1986 in München) war ein deutscher evangelischer Theologe.

## Leben
Hans-Joachim Mund wuchs in einem deutschnationalen Elternhaus in Berlin auf. Geprägt wurde er zunächst von dem Neuköllner Pfarrer Arthur Rackwitz, durch den er sich 1932 dem Bund der Religiösen Sozialisten und 1934 der Bekennenden Kirche anschloss. Im selben Jahr begann er das Studium der Theologie an der Friedrich-Wilhelms-Universität Berlin und trat nach einer Begegnung mit Friedrich Heiler der Hochkirchlichen Vereinigung und der Hochkirchlichen St.-Johannes-Bruderschaft bei.
Wegen des Einsatzes im Zweiten Weltkrieg konnte Mund erst 1946 sein Studium abschließen und wurde Pfarrer in Berlin-Tempelhof. Nach dem Vorbild von Rackwitz, der bereits 1946 SED-Mitglied wurde, ging auch Mund 1949 nach Ost-Berlin und wurde Referent für Kirchen- und Religionsfragen in der Kulturabteilung des Zentralsekretariats der SED. Hier setzte er sich unter anderem für die Berufung des religiösen Sozialisten Emil Fuchs an die Universität Leipzig ein und wirkte am Neuaufbau der religiös-sozialistischen Bewegung in der DDR mit. 1950 wurde er im Rang eines Oberrates der Volkspolizei Gefangenenseelsorger in den Strafanstalten für politische Gefangene (Justizvollzugsanstalt Bautzen), was ihn längerfristig dazu brachte, von der sozialistischen Weltanschauung abzurücken. In Bautzen trafen Mund und Walter Kempowski – dieser als Häftling – aufeinander, die Begegnung beeindruckte beide nachhaltig. Mit der am 6. Februar 1953 erfolgten Bestellung von Heinz Bluhm und Eckart Giebeler als weitere hauptamtliche Gefängnisseelsorger im Staatsdienst der DDR wurde Mund zum Leiter der Seelsorge der Volkspolizei berufen. Im Januar 1959 floh Mund in den Westen. Er erhielt eine Pfarrstelle in Wasserburg am Inn und engagierte sich nun stark in der hochkirchlichen Bewegung und im ökumenischen Gespräch. 1970 übernahm er den Vorsitz der Hochkirchlichen Vereinigung Augsburgischen Bekenntnisses, 1982 wurde er Vizepräsident der International Ecumenical Fellowship.
Mund war verheiratet und Vater einer Tochter. Ab 1946 übernahm er – bis zu dessen Volljährigkeit – die Vormundschaft von Fritz J. Raddatz und begann mit ihm nach Raddatz’ Angaben eine sexuelle Beziehung. Mund stellte Kempowski und Raddatz Anfang 1962 einander vor und machte Raddatz auf Kempowskis schriftstellerische Tätigkeit aufmerksam, so dass dieser Kempowskis ersten Roman Im Block lektorierte.

## Publikationen
Als Herausgeber:
- Das Petrusamt in der gegenwärtigen theologischen Diskussion. Paderborn 1976.
- (mit Harding Meyer und Heinz Schütte) Katholische Anerkennung des Augsburgischen Bekenntnisses? Ein Vorstoß zur Einheit zwischen katholischer und lutherischer Kirche. Frankfurt am Main 1977.
- Maria in der Lehre von der Kirche. Paderborn 1979.